# 大切西奥
大切西奥，是意大利威尼托大区贝卢诺省的一个市镇。总面积82平方公里，人口4223人，人口密度51.5人/平方公里（2009年）。国家统计（ISTAT）代码为025011。